# Ломурия, Пол
Пол Ломурия (англ. Paul Lomuria}, род. 26 февраля 2002, Кампала) — угандийский шоссейный велогонщик. 

## Карьера
Пол Ломурия начал заниматься велоспортом при поддержке благотворительной организации 1MoreChild, базирующейся в Джиндже. Также он тренировался в Кении в Велосипедной академии Элиуда Кипчоге, структуре, поддерживаемой велокомандой Ineos Grenadiers.
Неоднократно выступал на чемпионате мира и чемпионате Африки. 
В марте 2024 года принял участие в Африканских играх, а в октябре стал чемпионом Африки в индивидуальной гонке U23 опередив своего соотечественника Лоуренса Лорота. Помимо этого в мае и июне стартовал на нескольких нидерландских гонках национального уровня.

## Достижения
2022
Aberdare Cottages Madaraka Day
2-й на de la Jubilee Live Free Race
3-й на du Sule Kangangi Memorial Eldama Ravine
2023
Aberdare Cottages Madaraka Day
Aberdares Classic
Jubilee Live Free Race
3-й на du Great Rift Valley Challenge
2024
 Чемпионат Африки — индивидуальная гонка U23

## Рейтинги
| Год                 | 2024  |
| ------------------- | ----- |
| Мировой рейтинг UCI | 926-й |
| Африканский тур UCI | 59-й  |
|                     |       |
| Источник: UCI       |       |